# Maj-Britt Larsson
Maj-Britt Dorotea Larsson, född Eriksson den 27 november 1919 i Kung Karls församling, död den 16 maj 2011 i Mariefred, var en svensk textilkonstnär och målare.
Larsson var som konstnär autodidakt. Hennes konst består av vävda gobelänger med inslag av olika motiv samt stilleben och blommotiv i olja. Larsson är representerad vid Torshälla vårdcentral, Idre Fjäll, samt vid Ansgarsgården i Flen.  